# Tyberissos
Tyberissos era un antico insediamento nella Licia vicino all'attuale città di Çevreli (prima chiamata Tırmısın) nel distretto di Demre della provincia di Antalya in Turchia.
Tyberissos, nata come fortezza di montagna, era situata a circa 280 m di altitudine a due chilometri a nord della città portuale di Timiussa. Solo uno stretto sentiero conduce da Çevreli al sito, i cui contorni e la struttura preesistente sono ancora facilmente riconoscibili sulle fotografie aeree. Tyberissos è menzionato per la prima volta nel V secolo a.C. nelle iscrizioni di Xanthos come Tuburehi.
Nel V secolo a.C. il sito era occupato da una piccola fortezza di montagna con un nucleo simile a una torre, circondato da semplici case con una sola stanza, raggruppate su terrazze attorno alla fortezza. Nel sud del villaggio c'era un piccolo temenos, sul quale sorgeva un tempio licio di cui è conservato un altare.
In epoca ellenistica il tempio licio (in legno?) fu sostituito da un tempio greco. Quest'ultimo, di ordine dorico, era dedicato ad Apollo e rivolto verso sud, come è tipico dei templi della Licia. Allo stesso tempo, intorno al II secolo a.C. fu creata un'agorà. La modesta ricchezza degli abitanti di Tyberissos in questo periodo si riflette nello sviluppo residenziale del sito. Le case in questo periodo avevano diverse stanze ed erano costruite con una muratura a regola d'arte a conci, alcuni dei quali in rilievo.
Sparse nel villaggio furono trovate basi di statue, mentre un'iscrizione sulle pareti esterne del Tempio di Apollo ricorda un cittadino, il quale come Pritano della vicina Myra si era distinto come benefattore verso Tyberissos venendo per questo motivo onorato con una statua nel temenos di Apollo.
Durante l'impero romano l'insediamento, insieme alla vicina Myra, era parte di una Sympoliteia. Un'iscrizione trovata a Tyberissos rende omaggio all'imperatore Augusto.